# Den kritiska punkten
Den kritiska punkten (engelska: Vital Signs) är en amerikansk dramakomedifilm från 1990 i regi av Marisa Silver. I huvudrollerna ses Adrian Pasdar, Diane Lane och Jimmy Smits.

## Rollista i urval
- Adrian Pasdar - Michael Chatham
- Diane Lane - Gina Wyler
- Jimmy Smits - Dr. David Redding
- Jack Gwaltney - Kenny Rose
- Laura San Giacomo - Lauren Rose
- Jane Adams - Suzanne Moloney
- Tim Ransom - Bobby Hayes
- William Devane - Dr. Chatman
- Norma Aleandro - Henrietta Walker
- Bradley Whitford - Dr. Donald Ballentine
- Lisa Jane Persky - Bobby
- Wallace Langham - Gant
- James Karen - skolchef